# Miaolingien
| Systeem                                                                                 | Serie        | etage        | Ouderdom (Ma) |
| --------------------------------------------------------------------------------------- | ------------ | ------------ | ------------- |
| Ordovicium                                                                              | Onder        | Tremadocien  | jonger        |
| Cambrium                                                                                | Furongien    | 10e etage    | 485,4–489,5   |
| Cambrium                                                                                | Furongien    | Jiangshanien | 489,5-494     |
| Cambrium                                                                                | Furongien    | Paibien      | 494–497       |
| Cambrium                                                                                | Miaolingien  | Guzhangien   | 497–500,5     |
| Cambrium                                                                                | Miaolingien  | Drumien      | 500,5-504,5   |
| Cambrium                                                                                | Miaolingien  | Wuliuen      | 504,5–509     |
| Cambrium                                                                                | 2e serie     | 4e etage     | 509–514       |
| Cambrium                                                                                | 2e serie     | 3e etage     | 514-521       |
| Cambrium                                                                                | Terreneuvien | 2e etage     | 521-529       |
| Cambrium                                                                                | Terreneuvien | Fortunien    | 529–541,0     |
| Ediacarium                                                                              | Ediacarium   | Ediacarium   | ouder         |
| Indeling van het Cambrium volgens de ICS. Cursieve ouderdommen zijn slechts indicaties. |              |              |               |

Het Miaolingien of Miaolingiaan is een geologisch tijdperk. Het is het derde van vier tijdvakken of series waarin het Cambrium verdeeld is, van ongeveer 509 tot 497 miljoen jaar geleden. Het Miaolingien volgt op het 2e tijdvak of de 2e serie, waarvoor nog geen naam is vastgesteld. Het wordt gevolgd door het Furongien. Het is onderverdeeld in drie tijdsnedes of etages: Wuliuen, Drumien, en Guzhangien.
Het Miaolingien is genoemd naar de Miaoling Shan, een gebergte in de Chinese provincie Guizhou. Het komt ongeveer overeen met het "Midden-Cambrium" in oudere versies van de geologische tijdschaal, waarin het Cambrium in drie tijdvakken of series is verdeeld. 
De basis van het Miaolingien wordt gelegd bij het eerste optreden van de trilobiet Oryctocephalus indicus. De top (de grens met het Furongien) ligt bij het eerste voorkomen van de trilobiet Glyptagnostus reticulatus.